# Cleithrolepidina
Cleithrolepidina è un genere estinto di pesci ossei attinotterigi, vissuto durante il Triassico inferiore; i fossili sono stati ritrovati in Sudafrica.

## Descrizione
Cleithrolepidina è un pesce dal corpo profondo, simile a Cleithrolepis, ma con un cranio solo moderatamente profondo. La mascella si assottiglia anteriormente e la metà anteriore risulta estremamente bassa. Il premascellare è molto piccolo o assente. Il muso è moderatamente alto, tanto che il nasale è circa tre volte più alto che lungo. Il postrostrale ha una lunghezza pari a circa metà del frontale. L’extrascapolare è indiviso.
Il genere fu istituito da Berg nel 1940 con l’intento di distinguere la specie Cleithrolepis minor da altri membri di Cleithrolepis per la presunta verticalità del sospensorio. Tuttavia, riesami successivi hanno mostrato che non vi è differenza significativa in questo aspetto. Al contrario, altre tre caratteristiche morfologiche giustificano la validità di Cleithrolepidina come genere distinto. Nella mascella superiore, la porzione anteriore è estremamente sottile. Il muso è moderatamente profondo, a differenza di Cleithrolepis in cui è molto più alto. Infine, l’extrascapolare in Cleithrolepidina è indiviso, mentre in Cleithrolepis risulta diviso.

## Classificazione
Cleithrolepidina è attribuito alla famiglia Cleithrolepididae, come anche l'affine Cleithrolepis, nell'ordine dei Polzbergiiformes.
Attualmente sono assegnate al genere Cleithrolepidina due specie. La prima è Cleithrolepidina minor (Broom, 1909), designata come specie tipo e originariamente descritta come Cleithrolepis minor. La seconda è Cleithrolepidina extoni (Woodward, 1888), precedentemente nota come Cleithrolepis extoni e attribuita a Cleithrolepidina nel 1973 da Hutchinson.
Entrambe le specie provengono dalla zona a Cynognathus inferiore del Triassico inferiore, con ritrovamenti avvenuti a Bekker’s Kraal, nei pressi di Rouxville, nella provincia dell’Orange Free State, Sudafrica.

## Paleoecologia
Cleithrolepidina visse in ambienti d’acqua dolce, probabilmente laghi e fiumi interni, associati a un ecosistema di tetrapodi dominato da terapsidi, come suggerito dalla co-occorrenza con i fossili di Cynognathus e altri vertebrati della medesima zona biostratigrafica.